# Timezgana
Timezgana  (in arabo تمزكانة‎?) è un centro abitato e comune rurale del Marocco situato nella provincia di Taounate, regione di Fès-Meknès. Conta una popolazione di 16 172 abitanti (censimento 2014).